# Michael Jessen
Michael Jessen (født 4. april 1960 på Frederiksberg) er en dansk tidligere roer. Han repræsenterede Roforeningen KVIK
Jessen vandt, sammen med Lars Nielsen, Per Rasmussen og Erik Christiansen, bronze i firer uden styrmand ved OL 1984 i Los Angeles. Den danske båd blev i finalen kun besejret af New Zealand, der vandt guld, og af USA, der fik sølv. Det var den ene af seks danske medaljer ved legene. Jessen deltog også ved OL 1980 i Moskva, som del af den danske toer uden styrmand.

## OL-medaljer
- 1984:  Bronze i firer uden styrmand